# Asalto al cuartel de Madera
Se conoce como Asalto al cuartel de Madera a la primera acción insurreccional de envergadura de la guerrilla contemporánea en México. Dicha acción fue la más importante de la organización insurgente Grupo Popular Guerrillero (GPG). Fue llevada a cabo en la madrugada del 23 de septiembre de 1965 por una docena de campesinos, estudiantes, maestros y líderes agrarios, que intentaron tomar por asalto el cuartel del Ejército mexicano en Madera, Chihuahua. 

### El asalto
Como resultado de aquel ataque murieron el teniente Marcelino Rigoberto Aguilar; los sargentos Nicolás Estrada Gómez y Moisés Bustillo Orozco; el cabo Felipe Reyna López y los soldados Jorge Velázquez y Virgilio Yáñez Gómez, además de ocho guerrilleros: Arturo Gámiz García, profesor rural y principal dirigente de la guerrilla; Pablo Gómez Ramírez, médico y profesor de la Escuela Normal Rural "Ricardo Flores Magón" de Saucillo; Emilio Gámiz García, estudiante y hermano de Arturo; Antonio Scobell, campesino; Oscar Sandoval Salinas, estudiante de la Escuela Normal del estado; Miguel Quiñones Pedroza, profesor rural y egresado de la Escuela Normal Rural "Abraham González" de Salaices en Villa López; Rafael Martínez Valdivia, profesor rural en el poblado de Basúchil, y Salomón Gaytán, campesino de Dolores. Sin embargo, escaparon con vida cinco guerrilleros: Ramón Mendoza, Guadalupe Scobell Gaytan, Florencio Lugo, Francisco Ornelas Gómez y Juan Fernández Adame. 
Se había planeado la participación de aproximadamente cuarenta personas, divididas en 3 grupos, pero solo uno de ellos entró en acción, de los otros dos, uno de avanzada, se retiró de la ciudad al no encontrar contactos y dar por hecho el desistimiento del ataque; y el otro, portador del armamento más potente, no pudo llegar a tiempo porque lo intransitable de los caminos y las crecidas de los ríos, producto del torrencial aguacero que cayó sobre la zona en la víspera, se los impidió. Los trece que decidieron concretar el plan, lo hicieron confiados en que solo dos pelotones resguardaban el cuartel, pero en realidad eran 125 efectivos. 
Era aún la madrugada, cuando el grupo de 13 personas liderado por Pablo Gómez y Arturo Gámiz, atacó el destacamento en el que se encontraban 125 soldados, y fue el grupo el primero que disparó sus pocas armas, y quienes gritaban "¡Ríndanse! ¡Están rodeados! ¡Ríndanse!", el grupo disparaba con todo lo que tenía, y se movieron rápidamente para responder al ataque, el primer movimiento de los soldados fue hacia las vías del tren que se encontraban unos metros enfrente del cuartel, ya que de ahí se escuchaban más gritos y se veían más fogonazos.
En ese instante, el maquinista del tren (tras el cual se escondía una parte del grupo), comenzó a moverlo con rumbo a Chihuahua y encendió la luz del tren, que permitió a los soldados observar a los guerrilleros y ante ello empezaron a disparar, aunque ahí se produjeron todas las bajas del ejército. También, los guerrilleros cometieron un fuerte error, que detrás de ellos había una explanada de 2 kilómetros de largo antes de internarse en la Sierra, donde sería muy fácil matarlos.
El saldo del ataque fue de 6 soldados muertos, 10 heridos, y 8 guerrilleros muertos, entre ellos Arturo. Los 8 cuerpos fueron recogidos por los soldados y paseados por la ciudad en un camión, como escarmiento. Los familiares los colocaron en unas bolsas negras, para llevarlos a la ciudad de Chihuahua, pero el gobernador Práxedes Giner Durán, que se había trasladado a Madera, ordenó que se abriera una fosa común y ahí se enterraran. Los soldados, en contraste, recibieron sepultura con honores y funeral militar, y además fueron bendecidos por el cura de la ciudad, Roberto Rodríguez Piña que se negó a hacer lo mismo con los cuerpos de los criminales.
"¿Querían tierra?, ¡échenles hasta que se harten!". Práxedes Giner Durán mientras lanzaban los cuerpos a la fosa común
El gobernador no podía olvidar el desafío que le lanzaron los guerrilleros meses antes: "Nos gustaría verlo acá en la sierra, al frente de sus tropas, para que se convenza de un par de cosas: es fácil mandar soldados a la muerte; es fácil lanzar insultos a las maestras y a los estudiantes ahí en su oficina, valiéndose del cargo que tiene. Lo difícil es empuñar un arma, introducirse en la sierra y hacernos frene"

### Días posteriores al asalto
Inmediatamente fueron enviados al municipio de Madera y anexas cientos de tropas que llegaron para tanto aplastar o evitar otro movimiento guerrillero como para pedir informes a la población sobre los demás miembros de la guerrilla que sobrevivieron. También se llegaron a enviar miembros de la Brigada de Fusileros Paracaidistas para patrullar junto con las tropas convencionales, la sierra y las comunidades pertenecientes al municipio. Se establecieron retenes militares en todas las salidas de la ciudad y la estación de ferrocarril fue custodiada fuertemente por los soldados, todo esto con el fin de evitar el escape de los guerrilleros sobrevivientes. Incluso, se llegaron a enviar 4 aeronaves a reacción Lockheed_T-33_Shooting_Star|Lockheed T-33 de la Fuerza Aérea Mexicana para que sobrevolaran la región e intimidar a posibles levantamientos armados que pudieran suscitarse.
La organización política/militar, Liga Comunista 23 de Septiembre, eligió su nombre en honor a los guerrilleros caídos durante este encuentro.

## Influencia posterior
Si bien el ataque fue un fracaso militar, marco un precedente en el movimiento guerrillero en México, como algunas guerrillas como el Ejército Popular Revolucionario que remarca como influencia para su lucha armada.

## Película
Los hechos ocurridos en Madera fueron llevados al cine en 2013, con la película Las Armas, escrita y dirigida por José Luis Urquieta, basada en la novela de Carlos Montemayor Las armas del alba.